# Cortês
Cortês es un municipio brasileño del estado de Pernambuco.Está ubicado a 86 km de la capital pernambucana, Recife. El municipio está formado por el distrito sede y por los poblados de Agrovila, Barra de Jangada y Usina Pedrosa. Tiene una población estimada al 2020 de 12.560 habitantes.

## Historia
El poblado surgió a partir de la casa de campo del Capitán Francisco Velozo da Silveira, apodado "Cortês" ("Cortés") adquirida en 1872. La casa de campo se localizaba a los márgenes del Río Sirinhaém, en el entonces distrito de Isla de Flores, comarca de Bonito. Por las cercanías de la localidad comenzó la construcción de la carretera de hierro ("estrada de ferro") desde Ribeirão a Bonito, pero la construcción fue interrumpida siendo Cortés la estación terminal. En 1892 se instaló en la región la Fábrica Pedrosa a 7 km del poblado. Estos dos factores impulsaron el desarrollo local. 
El 5 de enero de 1911 fue creado el distrito de Cortês  perteneciente a la villa de Amaraji. El municipio se emancipó el 29 de diciembre de 1953.